# 小行星4256
小行星4256（4256 Kagamigawa）是一颗围绕太阳公转的小行星。1986年10月3日，關勉在藝西天文台发现了此天体。
該小行星以日本高知縣鏡村的鏡川命名。
这颗小行星的绝对星等为227.7515781287927等。